# Konsistens
Konsistens är även en term inom logiken, se konsistens (logik).
Konsistens används för att beskriva en egenskap hos ett föremål eller en vätska. En vätska kan till exempel vara trögflytande. Se även viskositet.
I samband med användandet av det engelska ordet consistency har konsistens använts som den svenska översättningen. I datorrelaterade sammanhang används termen i den ungefärliga betydelsen fast, jämn, oföränderlig, motsägelsefri. Inom matematiken kan konsistent användas i betydelsen konsekvent eller följdriktig. Termen används även inom statistik.